# TARGET2-Securities

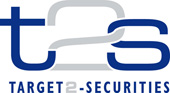
Logo di T2S

TARGET2-Securities (T2S) è il motore di regolamento delle transazioni in titoli (securities), di proprietà dell'Eurosistema, approvato nel 2008 dalla BCE (Banca centrale europea) e attivo dal 2015. L'elemento qualificante di T2S è la presenza sullo stesso di conti in moneta di Banca Centrale (Dedicated Cash Account - DCA) per il regolamento del controvalore (c.d. gamba contanti della transazione in titoli). I DCA sono collegati a conti sui sistemi RTGS, tramite i quali ricevono e inviano liquidità. Dal 2018 il regolamento può avvenire anche in corone danesi.

## Descrizione
TARGET2-Securities è un progetto avviato dell'Eurosistema nel 2008. È uno dei servizi attestati sulla piattaforma unica condivisa (SSP o Single Shared Platform) su cui gira anche TARGET2, che consente di regolare il controvalore delle transazioni in titoli, in moneta di banca centrale, ma anche di valute diverse dall'euro (sistema multivalutario), in modo simultaneo, sicuro, con gli stessi costi e modalità indipendentemente dal paese d'origine.
T2S è gestito dalle 4 banche centrali di Francia, Germania, Italia e Spagna, sotto il coordinamento della BCE (Banca centrale europea), i quali operano sulla base di un contratto (Level 2/Level 3 Agreement) nel quale sono definiti diritti e obblighi reciproci nonché i livelli di servizio attesi.
Come per TARGET2, Banca d'Italia e Bundesbank, coordinano la gestione operativa di T2S, monitorarono il rispetto dei livelli di servizio attesi, costituiscono il punto di contatto per tutte le banche centrali nazionali e i Depositari centralizzati di titoli (in inglese: Central Securities Depository CSD) aderenti a T2S. Queste seguono inoltre la manutenzione e gli sviluppi evolutivi e gestiscono i profili amministrativi, legali e di sicurezza.
La partecipazione dei 22 CSD all’interno dell’Eurosistema è permessa successivamente alla firma di un contratto, detto Framework Agreement (Accordo quadro) tra il CSD e la BCE, il quale stabilisce dritti, doveri e obblighi da dover rispettare.
L’adesione a T2S implica l’esternalizzazione (outsourcing) a quest’ultimo sistema di gran parte delle funzioni tecniche, lasciando i CSD responsabili dell’interazione con la clientela, la gestione dei servizi base come emissione, custodia e amministrazione di eventi societari.

## Funzionamento
Una transazione in titoli (azioni, obbligazioni o titoli di Stato) viene regolata movimentando il conto in titoli detenuto da un partecipante connesso a T2S; contestualmente all'addebito o accredito del conto cash detenuto da una banca presso la rispettiva Banca Centrale Nazionale connessa alla piattaforma.
In T2S ogni transazione viene regolata singolarmente, tramite regolamento lordo (senza cioè effettuare compensazioni), in modo veloce, efficiente e a basso rischio.
Il regolamento simultaneo consiste nel far sì che per ogni transazione il sistema movimenti contestualmente i conti presso il CSD, che detiene i titoli, e i conti presso la banca centrale, che detiene la liquidità, e completi la transazione di consegna contro pagamento (DvP o Delivery-versus-Payment), rendendo quindi lo scambio simultaneo e sicuro grazie all'uso della moneta di banca centrale.
Sofisticate caratteristiche tecniche aggiuntive sono gli algoritmi che ne ottimizzano l'efficienza, la liquidità disponibile e i meccanismi avanzati di auto-collateralizzazione.
Al fine di consentire ai depositari e alle grandi banche custodi (che detengono e gestiscono i titoli delle banche di minore dimensione) di connettersi e dialogare con T2S, la soluzione tecnica concordata con gli utenti prevede l'utilizzo dei servizi di connettività offerti in regime di concorrenza da due gestori, SWIFT e SIA-COLT.
A partire da giugno 2022, la connettività a T2S confluirà nel quadro tecnico e legale previsto per T2-T2S Consolidation, l'accesso avverrà infatti tramite l'interfaccia comune ESMIG, la fornitura dei servizi relativi al quale è disciplinata da un contratto (Concession Contract) che la Banca d'Italia gestisce su mandato dell'Eurosistema.

## Finalità
T2S ha consentito di rivoluzionare il regolamento dei titoli in Europa, armonizzando l'infrastruttura di regolamento titoli europea, precedentemente altamente frammentata rimuovendo gli ostacoli che ne impedivano la piena integrazione. Gli obiettivi che la BCE intende raggiungere attraverso la realizzazione della piattaforma di regolamento istantaneo dell'Eurosistema sono:
- Semplificare la compravendita di titoli tra investitori di diversi paesi
- Ridurre i costi del trasferimento del titolo venduto/scambiato
- Incrementare la competitività e le efficienze grazie a una semplificazione delle tecniche e delle prassi da seguire successive allo scambio (post-trading)
- Ridurre la necessità di liquidità utilizzando un unico conto cash detenuto dalla banca centrale nazionale
- Ridurre rischi di regolamento e indurre ad una maggiore stabilità finanziaria grazie all’utilizzo del conto detenuto presso banca centrale nazionale
- Superare i problemi e le complicate procedure di regolamento transfrontaliere, derivanti dalle diverse prassi operative tra Paesi, prevedendo quindi per tutta l'Eurozona le stesse regole e condizioni.

## Storia
La bozza di ciò che sarebbe divenuto negli anni TARGET2-Securities (T2S) venne presentata per la prima volta nel 2005, prima della crisi economica del 2008. Nel luglio del 2006 il Consiglio Direttivo della BCE avviò un'indagine riguardante la fattibilità di tale operazione. Il progetto fu approvato nell'estate del 2008, dopo due anni di lavoro intenso. Dopo 10 anni, nel 2015, fu finalmente raggiunto l'obbiettivo di un mercato unico Europeo di titoli.
Quando il Consiglio Direttivo della BCE approvò ufficialmente il lancio di T2S, esso assegnò lo sviluppo e la gestione del sistema a quattro banche centrali: il Deutsche Bundesbank, Banco de España, Banque de France e Banca d’Italia.
Il progetto ricevette anche il pieno sostegno politico della Commissione europea e del Parlamento europeo, che insistette sulla funzione multivalutaria incorporata all'interno della piattaforma.
La fase di sviluppo di T2S iniziò in effetti nell'aprile 2009. Tra luglio 2009 e luglio 2010, 30 CSD in tutta Europa firmarono un memorandum per stipulare un rapporto contrattuale con l'Eurosistema. Subito dopo, il Consiglio direttivo della BCE costituì il CSD Contact Group (CCG - oggi diventato CSD Steering Group o CSG), forum di negoziazione per tutti i CSD che avevano segnalato la loro intenzione di aderire a T2S.
Il CSG e l'Eurosistema negoziarono e prepararono l'Accordo quadro per T2S, che fu firmato nel maggio 2010 e rappresentò una tappa cruciale nel progresso del progetto, definendo il rapporto giuridico tra l'Eurosistema e ciascun CSD che entrò a far parte di T2S.
Il servizio T2S è stato lanciato il 22 giugno 2015 con un primo gruppo di CSD. La migrazione completa è avvenuta nei due anni successivi in diverse finestre, per garantire un passaggio sicuro alla piattaforma. L'ultima ondata si è conclusa con successo il 18 settembre 2017.
Col tempo dai 30 CSD iniziali, si arrivò al numero attuale di 22 depositari, al seguito di una fusione (specialmente fra i più piccoli) di questi per fronteggiare necessità e spese economiche.
Il 29 Ottobre 2018, T2S è entrato in una nuova fase, rendendo concreta la sua caratteristica di sistema multivalutario e iniziando a regolare in corona danese il controvalore di transazione di titoli.